# Acumulação compulsiva
Acumulação compulsiva, também conhecida como perturbação de acumulação (português europeu) ou transtorno de acumulação (português brasileiro), é um padrão de comportamento que se caracteriza pelo excesso de aquisição de itens, e uma incapacidade ou relutância para o descarte da grande quantidade de objetos que cobre as áreas de estar da casa e causam significantes estresse e perda de função. O comportamento de acumulação compulsiva está associada com riscos de saúde, função danificada, peso econômico, e efeitos adversos em amigos e membros da família.
Apenas recentemente pesquisadores começaram a estudar a acumulação,  e por isto, foi definida como doença mental apenas na 5ª edição do DSM, em 2013. As taxas de prevalência têm sido estimadas entre 2% e 5% em adultos, embora a condição geralmente se manifeste na infância com sintomas de agravamento em idade avançada, ponto no qual os itens coletados chegaram a um total demasiado excessivo, e os membros da família, que poderiam ajudar a manter e controlar os níveis de desordem já morreram, ou se afastaram.
O comportamento acumulador é, com frequência, grave, pois os acumuladores não o reconhecem como um problema, devido ao efeito Dunning–Kruger. É muito mais difícil para a terapia comportamental tratar com êxito acumuladores compulsivos que não têm boa visão da própria doença. Os resultados de uma pesquisa de 2008 mostram que acumuladores têm bem menos probabilidade de ver um problema numa situação de acumulação do que um amigo ou um parente.

## Exemplos

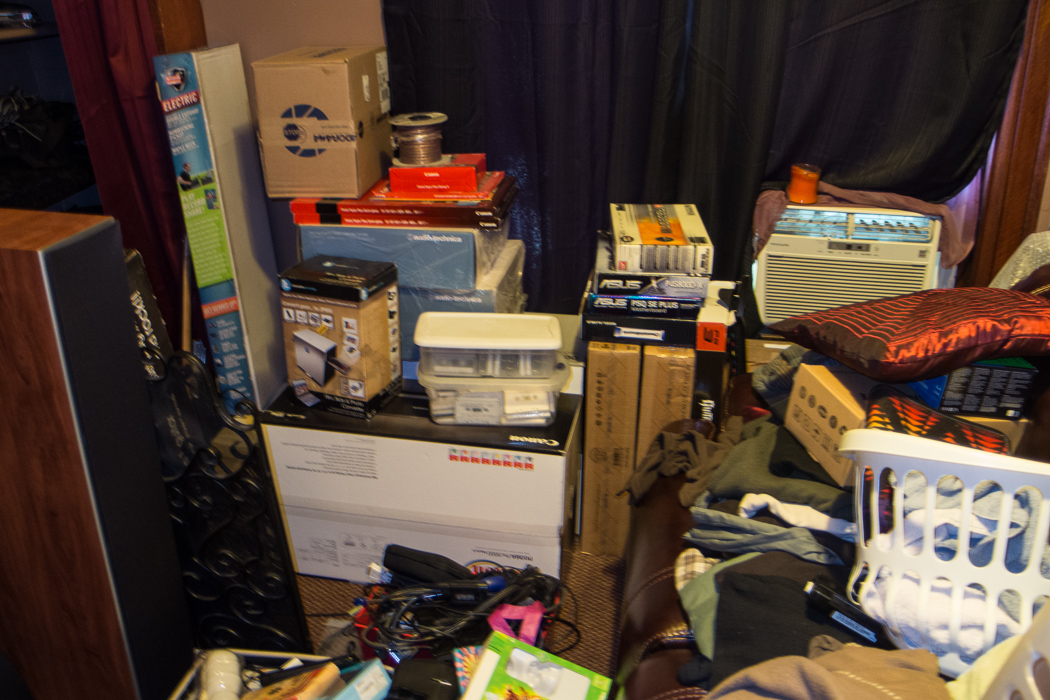
Exemplo de itens potencialmente úteis, mas nunca abertos, e portanto sem utilidade: inúteis.

Acumulação compulsiva, em seus piores casos, pode causar incêndios, condições não-higiênicas (exemplos: infestações de ratos e baratas), e outros perigos à saúde e segurança.
Abaixo estão listados algumas das situações possíveis em que acumuladores se põem:
- Eles mantêm um grande número de itens que a maioria das pessoas consideraria sem utilidade ou sem valor, tal qual:
  - cartas de propaganda, listas telefônicas velhas, revistas, e jornais;
  - equipamentos de cozinha gastos demais para serem usados;
  - coisas que potencialmente possam ser usadas para fazer artesanato;
  - roupas que potencialmente possam ser vestidas, em algum dia no futuro;
  - coisas quebradas, ou lixo;
  - brindes ou produtos promocionais.
- A casa deles está entulhada ao ponto de várias partes serem inacessíveis e não poderem mais ser usadas para os propósitos desejados. Por exemplo:
  - Mesas, cadeiras, ou sofás que não podem ser usadas para comer, sentar, ou realizar trabalhos;
  - camas aonde não se pode dormir;
  - cozinhas que não podem ser usadas para cozinhar;
  - banheiros imundos;
  - banheiras, chuveiros, e pias, entupidas de coisas ao ponto de não poderem ser usadas para lavar ou tomar banho.
- Seus entulhos e bagunça chegam ao ponto onde pode causar doença, sofrimento, e incapacidade. Como resultado, eles:
  - entram em muitas discussões com membros da família a respeito do quê fazer com o entulho;
  - não permitem a entrada de visitantes, como família e amigos, ou profissionais de reparo e manutenção, pois o entulho os deixa embaraçados;
  - são relutantes, ou incapazes de devolver itens que pegaram emprestado;
  - mantêm as cortinas fechadas, de forma que ninguém possa olhar para dentro;
  - passam pelo risco de incêndio, cair, infestações, ou expulsão;[10]
  - frequentemente sentem-se deprimidos ou ansiosos devido ao entulho acumulado;[11]

## Diagnóstico
Os critérios de diagnóstico no DSM-5, para a desordem de acumulação compulsiva são:
1. Persistente dificuldade em descartar ou se separar de possessões, independentes do valor que outros possam atribuir a estas possessões; (o Grupo de Trabalho está considerando uma redação alternativa: "..., independente do valor real delas." [carece de fontes?])
2. Esta dificuldade é devido a fortes necessidades de salvar itens e/ou estresse associado em descartá-los;
3. Os sintomas resultam na acumulação de um grande número de possessões que enchem e entulham áreas de estar ativas da casa ou local de trabalho, a ponto de que o uso planejado para estes locais não seja mais possível. Se todas as áreas de estar tornarem-se destralhadas, é apenas devido à intervenção de terceiros (membros da família, limpadores, autoridades);
4. Os sintomas causam estresse clinicamente significativos em áreas importantes de funcionamento social, ocupacional ou outras, incluindo manter um ambiente seguro para si e para outrem;
5. Os sintomas da acumulação não são devido a alguma condição médica geral, como dano mental, doença cerebrovascular, etc;
6. Os sintomas da acumulação não são restritos aos sintomas de outra desordem mental, como Transtorno Obsessivo-Compulsivo, falta de energia na Depressão, ilusões na Esquizofrenia ou alguma outra desordem psiquiátrica, déficits cognitivos na Demência, interesses restritos no Autismo, ou estocagem de comida na síndrome de Prader-Willi.

## Acumulação vs. coleção

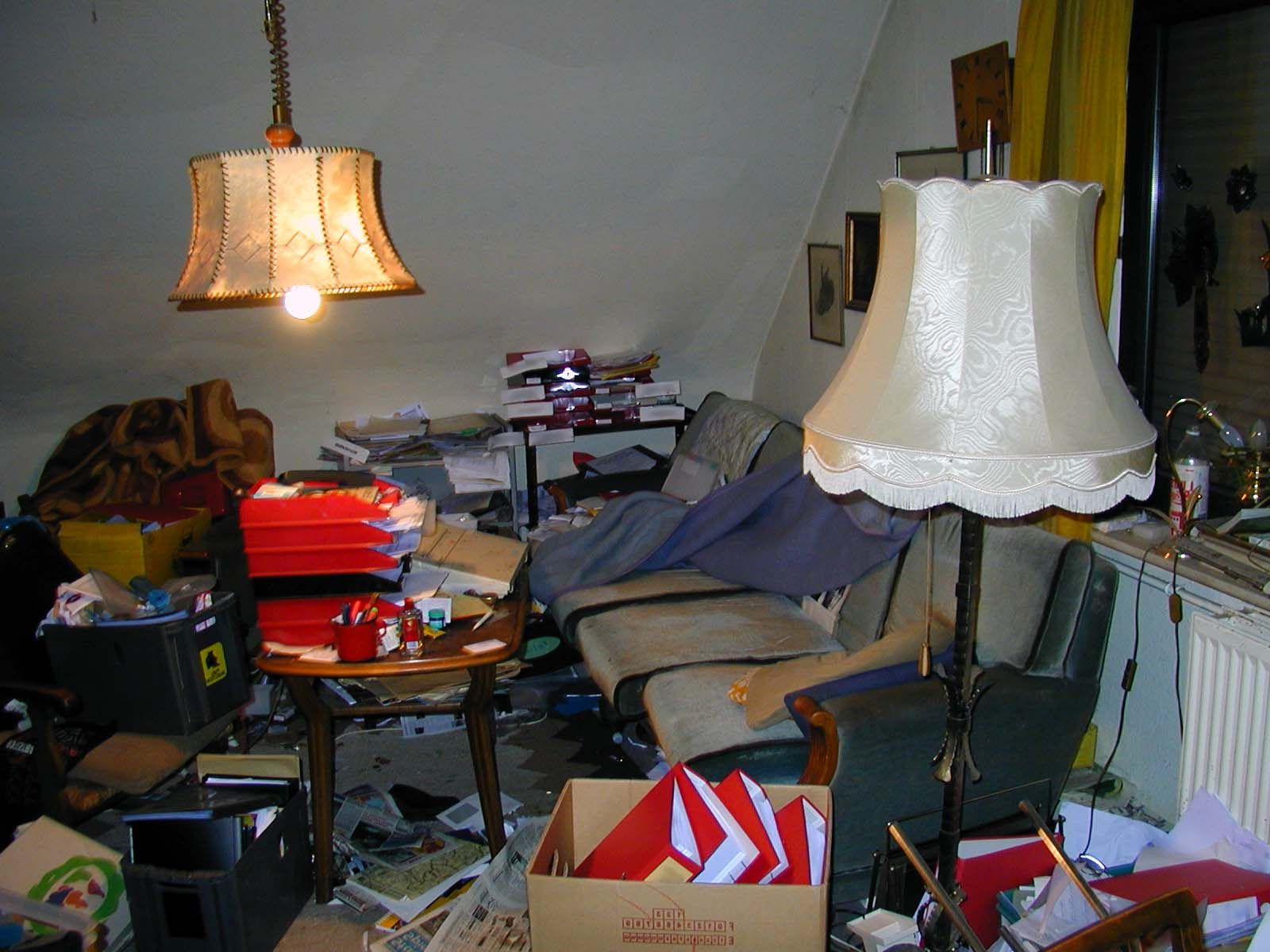
Sala de estar de um acumulador.

Colecionar e acumular podem parecer semelhantes, mas existem características distintas entre acumuladores e colecionadores, que os diferenciam. Colecionar envolve muitas vezes pesquisa focada e aquisição de itens específicos, ao menos do ponto de vista do colecionar, foram uma apreciação melhorada, compreensão aprofundada, ou valor sinergético aumentado, quando estão combinados com outros itens similares. Acumulação, em contrário, demonstra-se caótica/aleatória, e envolve adquirir em geral itens comuns que não devem ser especialmente significativos para a pessoa que está coletando tais itens em grandes quantidades. Pessoas que acumulam geralmente mantêm itens que possuem pouco ou nenhum significado real ou valor para a maioria das outras pessoas, diferente de colecionadores, cujos itens podem ser de grande valor para pessoas selecionadas. A maioria dos acumuladores são desorganizados, e suas áreas de estar estão entulhadas e bagunçadas. A maioria dos colecionadores pode pagar para estocar seus itens sistematicamente, ou têm espaço suficiente para colocar as suas coleções em exposição. Há também casos de colecionadores que, devido à idade, estado mental ou finanças, acabaram tendo suas coleções tornando-se acumulações.